# Kikuyupiplärka
Kikuyupiplärka (Macronyx sharpei) är en utrotningshotad tätting i familjen ärlor som är endemisk för Kenya.

## Utseende och läte
Kikuyupiplärkan är en 16–17 cm lång och slank fågel med drag av både piplärkorna i Anthus och sporrpiplärkorna i Macronyx dit den ofta förs. Ovansidan är kraftigt tecknad med beige- och rostfärgade streck. Undersidan är gul. I flykten syns vita yttre stjärtpennor. Sporrpiplärkor har tydliga vita hörn på stjärten och är både större och kraftigare. Lätet är ett vasst "sstit" medan sången består av en serie svaga visslingar som stiger och faller i tonhöjd.

## Utbredning och systematik
Fågeln förekommer enbart i höglänta gräsmarker i Kenya. Den behandlas som monotypisk, det vill säga att den inte delas in i några underarter.

## Levnadssätt
Kikuyupiplärkan är begränsad till höglänta gräsmarker, även om den är sällsynt ovan 2800 meters höjd. Den kräver grästuvor för häckning och föredrar kortvuxet över långt gräs, och hittas inte i jordbruksbygd. Den verkar kunna samexistera med boskap så länge tillräckligt med höga tuvor finns tillgängliga.

## Status och hot
Kikuyupiplärkans levnadsmiljö minskar mycket kraftigt i omfång, vilket tros påverka beståndet negativt. Internationella naturvårdsunionen IUCN kategoriserar därför arten som starkt hotad. Världspopulationen uppskattas till mellan 6.000 och 15.000 vuxna individer.

## Namn
Fågelns vetenskapliga artnamn hedrar Richard Bowdler Sharpe (1847-1909), brittisk ornitolog vid British Museum of Natural History 1872-1909. Kikuyu är en kenyansk folkgrupp tillika en stad i Kenya.